# 류희인
류희인(柳熙寅)은 대한민국 공군 소장으로 예편한 군인이며, 대한민국 국민안전처 차관과 재난안전관리본부장을 지냈다.

## 생애
공군사관학교를 27기로 나온 이후 전투기 조종사로 복무하였으며 2008년 6월 말 공군 소장 예편하였다. 이후 국가안전보장회의 위기관리센터 센터장 등을 역임했다.
2014년 세월호 참사 이후 한겨레와의 인터뷰에서 "이명박·박근혜 정부에서 국가 재난에 대한 청와대의 컨트롤타워(통합·통제) 기능을 없애고, 매뉴얼들은 각 부처 캐비닛에 처박혀 죽은 문서가 됐다."고 정부의 재난 정책을 비판했다. 박근혜 대통령이 안전행정부에 재난 대응의 총괄 책임을 맡긴 것은 "헛발질"이라는 것이다.
문재인 정부에서 2017년 6월 국민안전처 차관에 임명되었고, 7월 재난안전관리본부장이 되었다.

## 경력
- 대한승강기협회 회장
- 현대경제연구원 고문
- 2017년 7월 ~ 2019년 5월 초대 행정안전부 산하 재난관리안전본부 본부장
- 2017년 6월 ~ 2017년 7월 제2대 국민안전처 차관
- 삼성경제연구소 객원연구원
- 세월호 특별조사위원회 비상임위원
- 서울특별시 사전재난영향성검토위원회 위원
- 서울특별시 희망서울 정책자문위원회 안전교통분과 위원
- 충북대학교 사회과학대학 행정학과 초빙교수
- 대한민국 공군 소장 예편
- 대통령비서실 위기관리비서관
- 군 시절 대한민국 공군 준장 신분으로 국가안전보장회의 사무차장 역임.
- 국가안전보장회의 위기관리센터 센터장
- 국가안전보장회의 사무처 위기판단관
- 국가안전보장회의 사무처 정책조정담당관
- 국방부 군비통제관실 정책담당